# Pyrenomyxa invocans
Pyrenomyxa invocans är en svampart som beskrevs av Morgan 1895. Pyrenomyxa invocans ingår i släktet Pyrenomyxa och familjen kolkärnsvampar.   Inga underarter finns listade i Catalogue of Life.